# Koordinationsdemokratie
Koordinationsdemokratie bezeichnet eine Ausformung des deutschen Regierungssystems (im Gegensatz zur Kanzlerdemokratie), in der für ein erfolgreiches, effektives Regieren bzw. eine starke politische Führung die Fähigkeit des Regierungschefs notwendig ist, Mehrheiten und Konsens auf unterschiedlichen Handlungsebenen des Regierungssystems zu organisieren. 
Der Bundeskanzler muss sich dabei innerparteilicher Zustimmung, fraktionsinterner Unterstützung sowie weitgehender Kooperationsbereitschaft des Koalitionspartners sicher sein. Die Kanzlerschaften Willy Brandts und Helmut Kohls gelten trotz der stark unterschiedlichen Persönlichkeiten der Regierungschefs als exemplarisch für eine Koordinationsdemokratie, die zweite und dritte Kanzlerschaft Angela Merkels kommen der Kanzlerdemokratie wieder näher. 
Ob die Gegenüberstellung von Kanzler- und Koordinationsdemokratie größeren Erklärungswert besitzt, ist freilich umstritten, da es sich immer nur um phasenweise Dominanz der einen oder anderen Ausformung handelt.